# Kokkargundi, Shirhatti
Kokkargundi là một làng thuộc tehsil Shirhatti, huyện Gadag, bang Karnataka, Ấn Độ.